# Helmut Kraus (Eisschnellläufer)
Helmut Kraus (* 31. Juli 1952 in Bad Reichenhall) ist ein deutscher Eisschnellläufer und Eisschnelllauftrainer und war Deutscher Meister im Großen Mehrkampf 1974 und 1975. Er war von 1979 bis 2015 Bundestrainer, bzw. Cheftrainer der deutschen Eisschnelllauf-Nationalmannschaft und nahm an insgesamt fünf Olympischen Spielen (Lake Placid 80, Sarajewo 84, Nagano 98, Salt Lake City 02 und Turin 06) teil. Heute lebt er in Unterföhring bei München und widmet sich ehrenamtlich der Nachwuchsförderung in verschiedenen Sportarten und der Betreuung und Integration der Flüchtlinge und Asylsuchenden in Unterföhring im Projekt Integration durch Sport.